# 24105 Broughton
A 24105 Broughton (ideiglenes jelöléssel 1999 VE10) a Naprendszer kisbolygóövében található aszteroida. Charles W. Juels fedezte fel 1999. november 9-én.